# Рікардо Пепі
Рікардо Пепі (англ. Ricardo Daniel Pepi; нар. 9 січня 2003, Ель-Пасо, США) — американський футболіст, що виступає на позиції центрального нападника за нідерландський клуб ПСВ.

## Клубна кар'єра
Народився 9 січня 2003 року в місті Ель-Пасо. Вихованець футбольної школи клубу «Даллас». Дорослу футбольну кар'єру розпочав 2019 року в основній команді того ж клубу, в якій провів три сезони, взявши участь у 55 матчах чемпіонату. Окрім того виступав на правах оренди за команду «Норт Тексас».
3 січня 2022 року Рікардо перейшов до німецького клубу «Аугсбург».
1 вересня 2022, американець на правах оренди перейшов до команди «Гронінген».
7 липня 2023 року, Пепі підписав п'ятирічний контракт з клубом ПСВ.

## Виступи за збірні
З 2018 по 2019 роки Пепі виступав за юнацьку збірну США U-17.
26 серпня 2021 року головний тренер збірної США Грегг Берголтер включив гравця до збірної на кваліфікаційні матчі чемпіонаиту світу 2022 року. 8 вересня 2021 Пепі дебютував у переможній грі 4–1 проти збірної Гондурасу.
Рікардо був включений в розширений список гравців на чемпіонат світу 2022.
2 жовтня 2024 року Пепі викликаний головним тренером збірної США Маурісіо Почеттіно на товариські зустрічі із збірними Панами та Мексики. 12 жовтня він відзначився забитим м'ячем у ворота Панами. А 14 та 18 листопада по голу забив збірній Ямайки в Ліги Націй КОНКАКАФ.

## Титули і досягнення
ПСВ
- Чемпіон Нідерландів (2): 2023–24, 2024–25
- Володар Суперкубка Нідерландів (2): 2023[14], 2025

Збірні
- Переможець Ліги націй КОНКАКАФ: 2023,[15] 2024[16]

Особисті
- Матч всіх зірок МЛС: 2021
- Молодий гравець року МЛС: 2021
- Команда місяця Ередивізі: листопад 2024[17]